# حبيل القرارة (القبيطة)

تعديل مصدري - تعديل

حبيل القرارة هي إحدى قرى عزلة كرش بمديرية القبيطة التابعة لمحافظة لحج، بلغ تعداد سكانها 35 نسمة حسب تعداد اليمن لعام 2004.